# Sillamäe
Sillamäe (tyska: Sillamäggi) är en stad som utgör en egen kommun (stadskommun) i landskapet Ida-Virumaa i nordöstra Estland. Staden är belägen vid Finska viken, 170 km öster om huvudstaden Tallinn.
Sillamäe nämns för första gången i skrift år 1502 och låg längs en av Narvas handelsvägar. Här låg även tre herrgårdar, varav en ett riddarhus. Handeln var viktig, men minskade i betydelse på 1700-talet när Sankt Petersburg började dominera handeln i Östersjön. Under 1800-talet utvecklades turistnäringen och orten blev en semesterort för författare, artister, konstnärer och vetenskapsmän. År 1928 byggdes ett skiffereldat värmekraftverk upp med hjälp från svenska investerare. Anläggningen och större delen av staden förstördes under slutskedet av andra världskriget.
1947 byggde de sovjetiska myndigheterna en anläggning för anrikning av uran, då det visat sig att uranoxider kunde utvinnas ur lokala fyndigheter av oljeskiffer. Inledningsvis användes lokal skifferolja för uranproduktionen, men efter hand importerades uranmalm från Tjeckoslovakien, Tyskland och Ungern. Som mest stod Sillamäe för 25 procent av Sovjetunionens uranproduktion.
I samband med bygget genomfördes en folkomflyttning där en stor del av de estniska invånarna fördrevs och främst ryska flyttade in. Sillamäes invånarantal ökade från 2 642 år 1940 till cirka 10 000 år 1950. 1947 stängdes staden från omvärlden. Stadens namn ströks från alla kartor och register och fick det anonyma namnet Postbox nr 22 och urangruvan fick namnet Industri nr 7. År 1957 blev Sillamäe officiellt en stad.
Efter Sovjetunionens upplösning 1991 övergavs urananläggningen, men de estniska myndigheterna arbetade med att rensa upp området från radioaktivt avfall ända fram till 2008.

## Demografi
Även efter Berlinmurens fall har staden en kraftig övervikt ryskspråkiga invånare. 
Invånarantal:

1940: 2 642

1965: 9 838

1994: 20 104

2004: 16 806
Etnisk tillhörighet (2000):

Rysk: 85,8 %

Estnisk: 4,2 %

Ukrainsk: 3,0 %

Vitrysk: 2,8 %

Finsk: 1,0 %

Övriga: 3,2 %